# Hermes (piłkarz)
Hermes, właśc. Hermes Neves Soares (ur. 19 września 1974 w São Paulo) – brazylijsko-polski piłkarz, występujący na pozycji pomocnika, trener.

## Kariera piłkarska

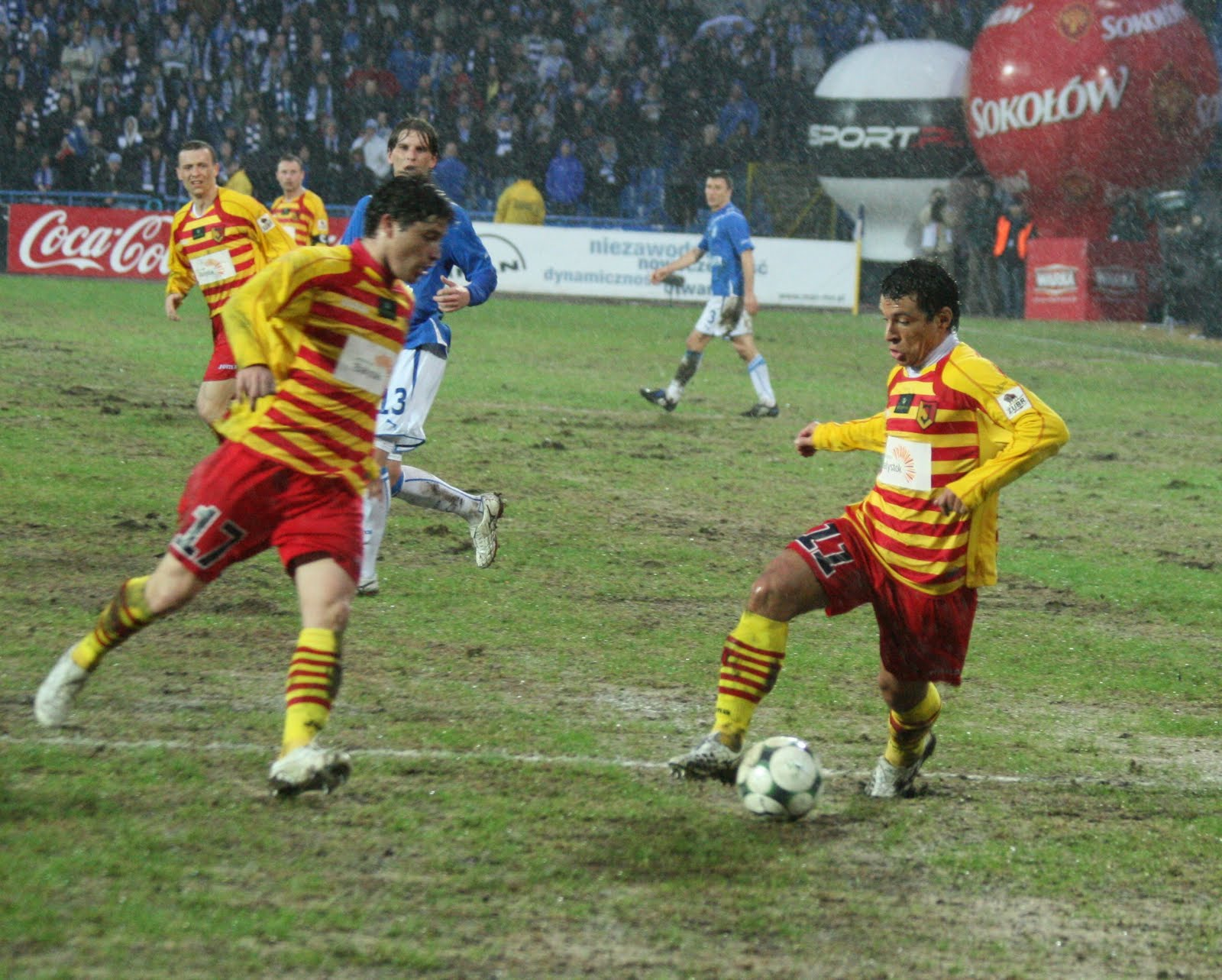
Na pierwszym planie Alexis Norambuena i Hermes w barwach Jagiellonii podczas meczu z Lechem Poznań, 21 marca 2010

Hermes jest wychowankiem Corinthians Paulista. W 1993 w Australii zdobył z reprezentacją Brazylii U-20 mistrzostwo świata w tej kategorii wiekowej. W 2002 z Olímpia FC trafił do Widzewa Łódź. Pół roku później przeszedł do Korony Kielce. W zespole tym grał przez pięć lat. W organizowanym przez siebie plebiscycie redakcja tygodnika Piłka Nożna wybrała go do Jedenastki obcokrajowców Orange Ekstraklasy za rok 2006. W sezonie 2003/04 współuczestniczył w ustawianiu meczów kieleckiej drużyny, za co 9 grudnia 2013 został skazany na dwa lata więzienia w zawieszeniu na trzy lata, a także 25 tysięcy zł grzywny. Ekipa prowadzona wówczas przez Dariusza Wdowczyka awansowała do II ligi. Niektórzy piłkarze zdecydowali się za pieniądze ze swoich premii przekupywać sędziów i obserwatorów PZPN. 2 kwietnia 2008 rozwiązał umowę z Koroną.
Następnie podpisał kontrakt z Jagiellonią Białystok, którą reprezentował przez cztery sezony, zdobywając w jej barwach Puchar i Superpuchar Polski. 20 stycznia 2012 Hermes odszedł z zespołu. Następnie zaliczył krótki epizod w grającej na drugim poziomie Polonii Bytom, a 3 lipca tamtego roku przeniósł się do grającego w tej samej lidze Zawiszy Bydgoszcz. Zadebiutował w jego barwach w meczu z Sandecją Nowy Sącz, w którym strzelił gola. W sezonie 2012/13 zdobył mistrzostwo I ligi i awansował z klubem do Ekstraklasy. W kolejnym sezonie Zawisza wywalczył Puchar Polski, a w kolejnym – Superpuchar. Po sezonie 2013/14 zdecydował się na zakończenie kariery piłkarskiej.

## Kariera trenerska
Latem 2014 krótko prowadził rezerwy Zawiszy Bydgoszcz, a w kolejnym roku był razem z Danielem Osińskim trenerem Zawiszy w Centralnej Lidze Juniorów.
W listopadzie 2016 Hermes został tymczasowym szkoleniowcem Chojniczanki Chojnice. Wcześniej, od kwietnia 2016 był drugim trenerem tej drużyny.
Po pierwszym meczu pod jego wodzą, w siedemnastej kolejce rozgrywek I ligi, Chojniczanka awansowała z drugiego na pierwsze miejsce. 24 listopada 2022 został trenerem Arki Gdynia, zastąpił na tym stanowisku Ryszarda Tarasiewicza, którego był asystentem. Podpisał umowę do 31 grudnia 2024, ale odszedł z klubu w kwietniu 2023. Od 2023 do 2024 był w sztabie szkoleniowym Kotwicy Kołobrzeg. Od 1 stycznia 2025 trener Unii Swarzędz. 

## Życie prywatne
Hermes mieszka w Polsce od 2002. Przeprowadzając się do tego kraju, planował zostać w nim tylko przez rok. Po latach przyznał, że Polska jest dla niego nową ojczyzną. 10 kwietnia 2014 wojewoda kujawsko-pomorski Ewa Mes wręczył Hermesowi akty nadania polskiego obywatelstwa.

## Sukcesy
SC Corinthians Paulista
- Campeonato Paulista (1) : 1995
- Puchar Brazylii (1) : 1995

EC Bahia
- Campeonato Baiano (1) : 1998

Jagiellonia Białystok
- Puchar Polski (1) : 2009/10

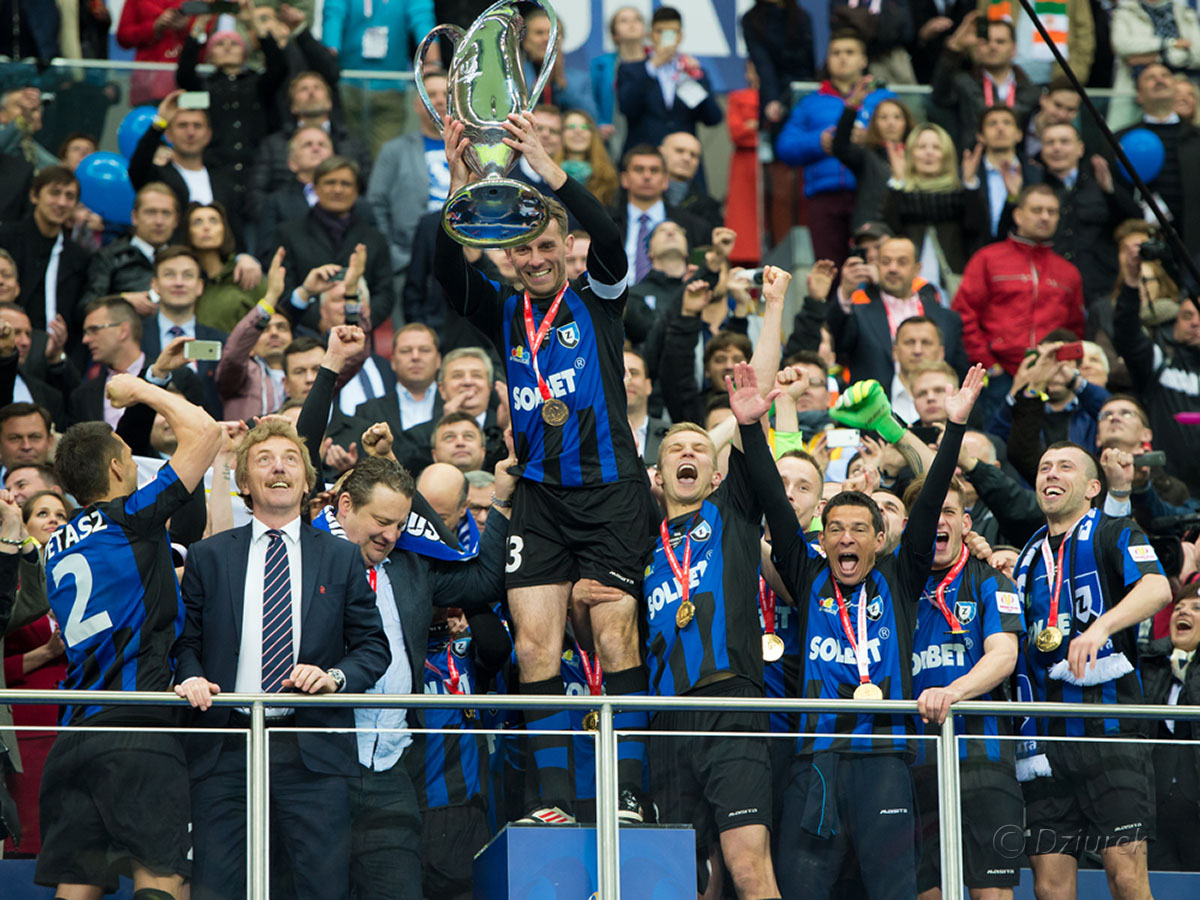
Hermes świętuje zdobycie Pucharu Polski z Zawiszą, Stadion Narodowy w Warszawie, 2 maja 2014

- Superpuchar Ekstraklasy (1) : 2010[16]

Zawisza Bydgoszcz
- Puchar Polski (1) : 2013/14
- Mistrzostwo I ligi (1) : 2012/13

Reprezentacja Brazylii U-20
- Mistrzostwo świata U-20 (1) : 1993

Reprezentacja Brazylii U-21
- Turniej w Tulonie (1) : 1995